# Lavinia Miloşovici
Lavinia Miloşovici (Lugoj, 21 oktober 1976) is een voormalig turnster uit Roemenië.

## Carrière
Ze vertegenwoordigde haar vaderland op de Olympische Zomerspelen 1992 in Barcelona en de Olympische Zomerspelen 1996 in Atlanta. 
Miloşovici kreeg voor haar oefening op de vloer tijdens de Olympische Zomerspelen 1992 de laatste perfecte 10, die op een Olympisch toernooi werd uitgedeeld.
In 2002 poseerde Miloşovici samen met turnsters Corina Ungureanu en Claudia Presăcan naakt voor een Japans boek en turnde ze topless voor verschillende Japanse DVDs. Op sommige van deze beelden droegen zij de officiële Roemeense turnkleding, waardoor ze door de Roemeense turn federatie voor vijf jaar werden geschorst van hun coach- en juryverplichtingen in eigen land.
In 2011 kreeg Miloşovici een plaats in de 'International Gymnastics Hall of Fame'. 
Miloşovici is getrouwd met jeugdvriend Cosmin Vinatu en samen hadden zij een dochter, Denisa Florentina (2004-2008) en hebben zij een zoon, Mihai Cosmin (2013).

## Resultaten

### Olympische Zomerspelen
| Jaar | Plaats    | Resultaten                                                                         |
| ---- | --------- | ---------------------------------------------------------------------------------- |
| 1992 | Barcelona | Team meerkamp · Individuele meerkamp · Sprong · 4e Brug ongelijk · 8e Balk · Vloer |
| 1996 | Atlanta   | Team meerkamp · Individuele meerkamp · 8e Brug ongelijk                            |

### Wereldkampioenschappen
| Jaar | Plaats            | Resultaten                                                                         |
| ---- | ----------------- | ---------------------------------------------------------------------------------- |
| 1991 | Indianapolis      | Team meerkamp · 7e Individuele meerkamp · Sprong · Balk · 4e Vloer                 |
| 1992 | Parijs            | 4e Sprong · Brug ongelijk · 8e Vloer                                               |
| 1993 | Birmingham        | 8e Individuele meerkamp · Sprong · 5e Brug ongelijk · Balk · 5e Vloer              |
| 1994 | Dortmund Brisbane | Team meerkamp · Individuele meerkamp · Sprong · 6e Brug ongelijk · 5e Balk · Vloer |
| 1995 | Sabae             | Team meerkamp · Individuele meerkamp · 5e Brug ongelijk                            |
| 1996 | San Juan          | 10e Brug ongelijk · Vloer                                                          |

### Europese kampioenschappen
| Jaar | Plaats     | Resultaten                                                      |
| ---- | ---------- | --------------------------------------------------------------- |
| 1994 | Stockholm  | Sprong · 7e Brug ongelijk · Balk · Vloer                        |
| 1996 | Birmingham | Team meerkamp · Individuele meerkamp · 4e Brug ongelijk · Vloer |

### Top scores
Hoogst behaalde scores op mondiaal niveau (Olympische Spelen of Wereldkampioenschap finales).
| Onderdeel            | Score  | Wedstrijd                   | Locatie      |
| -------------------- | ------ | --------------------------- | ------------ |
| Individuele meerkamp | 39.687 | Olympische Zomerspelen 1992 | Barcelona    |
| Sprong               | 9.949  | Wereldkampioenschappen 1991 | Indianapolis |
| Brug ongelijk        | 9.950  | Wereldkampioenschappen 1992 | Parijs       |
| Balk                 | 9.900  | Wereldkampioenschappen 1991 | Indianapolis |
| Vloer                | 10.000 | Olympische Zomerspelen 1992 | Barcelona    |